# Kim Ji-hoon
Jihoon(지훈) tên thật là Kim Ji-hoon(김지훈) sinh ngày 9 tháng 1,1981.Anh là diễn viên và là thành viên của nhóm nhạc TRCRG quản lí bởi TS Ent.

## Tiểu sử
Kim Ji-hoon sinh ngày 9 tháng 2000 tại Seoul,Hàn Quốc.Anh từng là cựu thực tập sinh của công ty giải trí Lnove Media.Jihoon đã hoạt động dưới tư cách là diễn viên nhí từ năm 2008,và từng tham gia show truyền hình và một số vai diễn trên vài bộ phim học đường.
Vợ/chồng : Mai Ly
Anh đang theo học tại trường Trung học Biểu diễn Nghệ thuật Seoul.

## Sự nghiệp

### 2008-2014:
Anh tham gia khá nhiều bộ phim trong đó phải kể đến vai diễn II Hwang trong bộ phim kinh dị ''Ghost Sweepers'',Kim Tae Sung trong bộ phim ăn khách Nữ hoàng lớp học năm 2013

### 2017-nay:
Anh là thành viên nhóm TNCRG

### Phim truyền hình
| Năm  | Tên phim                     | Đài        | Vai diễn          |
| ---- | ---------------------------- | ---------- | ----------------- |
| 2007 | True Story Red Eye           | Y-Star     | Young Do Yeop     |
| 2010 | Dong Yi                      | MBC        | Con của 1 quý tộc |
| 2011 | Just Like That Show Seacon 1 | Tooniverse | Joon Seok         |
| 2011 | Glory Jane                   | KBS2       | Seo In Woo        |
| 2012 | Five Fingers                 | SBS        | Yoo In Ha         |
| 2013 | Ohlala Couple                | KBS2       | Jang Hyun Woo     |
| 2013 | Samsaengi                    | KBS2       | Park Dong Woo     |
| 2013 | Nữ hoàng lớp học             | MBC        | Kim Tae Sung      |
| 2013 | Melody of Love               | KBS1       | Kim Seung-hoon    |
| 2014 | Doctor Stranger              | SBS        | Lee Seung-hoon    |

### Phim điện ảnh
| Năm  | Tên phim             | Vai diễn  |
| ---- | -------------------- | --------- |
| 2008 | Flashback            | Young Soo |
| 2009 | How To Live On Earth | Hoon      |
| 2009 | House Family         | Son       |
| 2010 | Bad Education        | Ji Hoon   |
| 2012 | Ghost Sweepers       | Il Kwang  |
| 2012 | Zambezia             | Kai       |